# Johan Heyboer
Johannes (Johan) Pieter Heyboer (Kortgene, 8 maart 1912 – Amsterdam, 14 april 1945) was een Nederlandse ingenieur en verzetsstrijder tijdens de Tweede Wereldoorlog. In de oorlogsjaren was Heyboer als radiospecialist betrokken bij illegale inlichtingendiensten van de Ordedienst (OD). Als hoofd van de OD-Radiodienst verbeterde hij in 1943 en 1944 het illegale binnenlands zendernet van de OD. Op 30 januari 1945 werd Heyboer door de Sicherheitspolizei gearresteerd. Op 14 april 1945 werd hij op fusilladeplaats Rozenoord aan de Amsteldijk in Amsterdam gefusilleerd.

## Voor de oorlog
Heyboer behaalde voor 1940 zijn elektrotechnisch ingenieursdiploma aan de Technische Universiteit Delft. Bij het uitbreken van de oorlog werkte hij bij de Philips Gloeilampenfabrieken in Eindhoven. Daarnaast was Heyboer Reserve-tweede luitenant voor speciale diensten van het wapen der artillerie. Hij is nooit getrouwd geweest..

## Zendbuizen
In 1944 voltooide de elektrotechnisch ingenieur het manuscript voor zijn boek 'Zendbuizen', een deel in een boekenreeks over elektronenbuizen. In 1946 werd dit boek postuum gepubliceerd door Philips’ Technische Bibliotheek. Het boek werd later in het Engels vertaald door G. Ducloux en in 1951 uitgegeven door Philips onder de titel 'Transmitting Valves, the use of pentodes, tetrodes and triodes in transmitter circuits'. 

## Verzetswerk
Nadat binnen de Ordedienst (OD) een conflict was ontstaan tussen jhr. Pieter Jacob Six, de chef-staf OD, en Jan Thijssen het hoofd van de OD Radiodienst werd Heyboer in 1943 als radiospecialist ingeschakeld om de zendapparaten te onderzoeken die door Thijssen in verschillende steden geplaatst waren. Heyboer was van mening dat de zendapparaten technisch niet veel waard waren en dat OD-Radiodienst onvoldoende functioneerde in organisatorisch opzicht. Op grond van zijn bevindingen werd besloten dat hij als nieuw hoofd van de OD-Radiodienst vierentwintig nieuwe zendapparaten zou construeren en plaatsen om zo het binnenlandse illegale zendernetwerk te verbeteren. Heyboer voegde aan elke zender een aggregaat toe, zodat de zender niet afhankelijk was van het elektriciteitsnet. Hij construeerde de nieuwe radioapparatuur in de werkplaats van de Zaandamse verzetsman en radiohandelaar Hein op den Velde. Het benodigde materiaal werd verkregen van de Philips Fabrieken. In de zomer van 1944 beschikte de Ordedienst dankzij de inspanning van Heyboer over een nieuw binnenlands zendernet dat bijna het hele land dekte. Hiervoor transporteerde Heyboer herhaaldelijk illegale zendapparatuur en verzorgde hij proefuitzendingen. In september 1944 installeerde Heyboer twee radiozenders in een pand aan de Nieuwe Herengracht in Amsterdam. Daarmee onderhielden Heyboer en zijn medewerkers ten behoeve van het Algemeen Hoofdkwartier van de Ordedienst in Amsterdam verbindingen met de radionetten in de Ordedienstgewesten en wisselden honderden codetelegrammen met het reeds bevrijde Eindhoven. Het verzetswerk van Johan Heyboer is beschreven door historicus Loe de Jong in zijn standaardwerk Het Koninkrijk der Nederlanden in de Tweede Wereldoorlog.

## Arrestatie en executie
Door gebrek aan materiaal kon vanaf het radiostation in Amsterdam slechts op één frequentie worden gezonden, wat uitpeilen door de bezetter vergemakkelijkte. Op 30 januari 1945 werden Heyboer en zijn medewerkers door de Sicherheitspolizei gearresteerd in het pand aan de Nieuwe Herengracht, vermoedelijk nadat het Amsterdamse zendstation was uitgepeild. Op 14 april 1945 werd Heyboer met negen anderen gefusilleerd op fusilladeplaats Rozenoord aan de Amsteldijk in Amsterdam. De aanleiding voor deze fusillade is niet helemaal duidelijk. Verzetskrant Het Parool schrijft op 27 april 1945 dat het ging om een represaille voor een aanslag op een lid van de Duitse Wehrmacht. Gezamenlijk werden de tien mannen zonder kist begraven in een massagraf in de duinen bij Overveen.

## Eerbetoon

### Herbegrafenis
Op 6 juni 1945 zijn de lichamen van Heyboer en de negen anderen opgegraven. Ze werden geïdentificeerd en in de herfst van 1945 net als 332  andere in de duinen begravenen opnieuw ter aarde besteld op Eerebegraafplaats Bloemendaal. Heyboer is begraven in grafvak 4.

### Eretekens
Aan Heyboer werd bij Koninklijk Besluit  no. 24 van op 14 december 1949 postuum de Bronzen Leeuw toegekend "voor moedig gedrag en beleidvolle daden". Bij Koninklijk Besluit no. 104 van 29 december 1980, werd hem postuum ook het Verzetsherdenkingskruis toegekend.
Johan Heyboer is opgenomen in de Erelijst van Gevallenen 1940-1945 die ter inzage ligt in de Tweede Kamer der Staten-Generaal.

### Plaquettes
Heyboer wordt op plaquettes op verschillende oorlogsmonumenten herdacht, waaronder het monument bij de Fusilladeplaats Rozenoord in Amsterdam, en het monument voor gevallen Philips personeel aan de Glaslaan in Eindhoven. In het Dr. A.F. Philips Observatorium in Eindhoven is een plaquette geplaatst ter nagedachtenis aan Heyboer. Hij was in oktober 1936 een van de eerste leden van de in 1935 opgerichte Eindhovensche Weer- en Sterrenkundige Kring (EWSK).